# Испљувак
Испљувак (лат. sputum) је исцедак слузи и других материја које се стварају у плућима, бронхијама и душнику и може се искашљати, испљунути или прогутати. Слуз коју излучују епителне ћелије дисајних путева скупља и честице; прашине и бактерије које се налазе у атмосферском ваздуху и приликом удисања доспевају у дисајне путеве, а по доласку у усну дупљу меша се и са пљувачком.

## Механизам настанка
Епителне ћелије које облажу зидове дисајних путева, код здравих особа за 24 часа излуче око 100 мл слузи. Стални покрети трепаља епителних ћелија покрећу слуз према ждрелу, где се она скупља и најчешће гута. Веће количина накупљене слузи условљавају појаву кашља, који омогућава да се слуз као испљувак (најчешће помешана са пљувачком) избацује из дисајних путева у спољашњу средину.
Веће лучење слузи условљавају различити чиниоци;
- дувански дим
- прашина
- гасови, пара, дим, хладан ваздух,
- запаљењски процеси (упала дисајних путева и плућа)
- оштећења крвних судова у дисајним путевима (крварење)

## Клинички значај[2]
Многе болести органа за дисање праћене су појавом искашљавања испљувка, што може бити од значаја код утврђивања болести ових органа. Зато познавање одређених физичких, бактериолошких и хемијских карактеристика испљувка има посебан значај у клиничкој слици појединих болести.
Према изгледу свеж испљувак може да буде;
- Безбојан, бистар и провидан, ова врста испљувка углавном садржи само слуз и обично је изазвана  вирусним инфекцијама, разним испарењима, сезонским алергијама, ждрела гркљана и бронхија (акутни бронхитис) или бронхијалном астмом, едемом плућа (у првој фази) и у пушача.

- Бео пенушав испљувак, најчешће потиче због опструкције дисајних путева или појаве едема у плућима.

- Крвав испљувак, је исцедак са примесама крви и може бити светло ружичаст па све до рубигинозан (цигласт), јавља се код упале плућа, туберкулозе, едема плућа, висинске болести итд. Крв у испљувку може бити у малим количинама, које имају тракасти изглед, или у облику грудвица ако се ради о већим количинама крви. Искашљавање испљувка са примесама крви назива се хемоптизија (лат. hemotysis) и описана је у посебном тексту.[3]

- Гнојни испљувак, је замућен, жуте или жутозелене боје. Најчешће је изазван бактеријском инфекцијом и искашљавају га болесници са бронхитисом, бронхиектазијама и апсцесом плућа. Гнојни испљувак је непријатног мириса (смрдљив) и најчешће га искашљавају болесници са бронхиектазијама или апсцесом плућа.[4]

Према количини искашљане масе, испљувак може да буде;
- Обилан испљувак који се јавља у болесника са хроничним бронхитисом, бронхиектазијама или апсцесом плућа.
- Оскудан испљувак, који се јавља код болесника са бронхијалном астмом, запаљењских болести ждрела, гргљана и акутног бронхитиса (у почетку болести).

## Лабораторијски преглед испљувка
Лабораторијска испитивања испљувак обухватају следеће анализе;
| Анализа                         | Опис прегледа |
| ------------------------------- | --- |
| Макроскопски (визуелни) преглед | Голим оком или уз помоћ лупе гледа се боја и изглед испљувка (да ли је слузав, пенушав, са примесама крви, гноја) и врши процена мириса (да ли је смрдљив или без мириса).                                                                                           |
| Микроскопски преглед            | Испљувак се након фиксирања на стаклену плочицу и бојења специјалним бојама проучава под микроскопом.(том приликом се одређује врста, број и изглед ћелија у размазу). Ова анализа је неопходна код сумње на тумор плућа.                                            |
| Микробиолошки преглед           | Засејавањем испљувка на одређене микробиолошке подлоге, из њега се могу изоловати одређене вресте: вируса и бактерија на основу којих се може поставити тачна дијагноза запаљењских процеса у органима за дисање (упала плућа, туберкулоза, гљивичне инфекције итд). |

#### Како се испљувак прикупља за преглед?
1. Узорковање од стране болесника;
- Испљувак од болесника треба узети ујутру одмах након његовог устајања.
- Пре узорковања болесник мора четкицом за зубе, а затим, обичном водом, да неколико пута испере уста и зубе.
- Искашљавањем, испљувак се прикупља у наменску (стерилну), стаклену или пластичну посуду са поклопцем.
- Након узорковања посуду треба у што краћем року доставити на лабораторијски преглед.

2. Узорковање од стране лекара;
- Испљувак се може узорковати и из бронхијалног секрета у оквиру бронхоскопија. Ова метод даје тачније резултате, јер је мањи ризик од загађења (контаминације) секрета (испљувка) бактеријама из носнождрелног предела, него након искашљавања.[5]

## Могуће компликације
Стварање обилног густог лепљивог испљувка или испљувка са великим примесама крви може изазвати следеће компликације;
- Веће сужење дисајних путева што је праћено отежаним дисањем и појавом диспнеје.
- Појава повременог бронхоспазма се јаким нападима кашља и гушења.
- Снижење засићења оксихемоглобина у артеријској крви са секундарним манифестацијама хипоксије,
- Губитак крви и искрварења (код крвавог испљувка)
- Могућа некроза бронхијалног зида и алвеола због јаког размножавања бактерија у испљувку, што може изазвати перфорацију и продор ваздуха у плеутралну шупљину.
- Пропадања једног или оба плућа (појава пнеумоторакса)